# Transition d'Anderson
 (octobre 2012).
Si vous disposez d'ouvrages ou d'articles de référence ou si vous connaissez des sites web de qualité traitant du thème abordé ici, merci de compléter l'article en donnant les références utiles à sa vérifiabilité et en les liant à la section « Notes et références ».
La transition d'Anderson, du nom de Philip Warren Anderson, est une transition de phase quantique à température nulle dans un solide désordonné entre une phase métallique où les électrons sont diffusifs et une phase isolante où ils sont localisés. Elle peut être obtenue en faisant varier l'énergie de Fermi {\displaystyle E_{F}}au travers du seuil de mobilité{\displaystyle E_{c}} qui sépare les états diffusifs des états localisés (qui décroissent exponentiellement à l'infini) ou en variant l'intensité du désordre (ce qui revient à déplacer le seuil de mobilité.
La dimension critique inférieure de cette transition est deux en l'absence de couplage spin-orbite: en dessous ce cette dimension, seule la phase isolante existe. En présence de couplage spin-orbite, il existe une transition d'Anderson en deux dimensions.
La densité d'états électroniques ne présente pas d'anomalie à la transition, alors que la conductivité  s'annule comme {\displaystyle \sigma (E_{F})=(E_{F}-E_{c})^{s}}. Dans la phase localisée, la longueur de localisation diverge au voisinage de la transition comme {\displaystyle \xi (E_{F})=(E_{c}-E_{F})^{-\nu }}.
Les modèles décrivant la transition d'Anderson sont des équations de Schrödinger d'électrons sans interaction en présence d'un potentiel aléatoire. Dans le cas continu, ils s'écrivent 
{\displaystyle -{\frac {\hbar ^{2}}{2m}}\psi ({\vec {r}})\nabla ^{2}+V({\vec {r}})\psi ({\vec {r}})=E\psi ({\vec {r}})}
avec 
{\displaystyle {\overline {V({\vec {r}})V({\vec {r}}^{\prime })}}=D\delta ({\vec {r}}-{\vec {r}}^{\prime })} dans le cas d'un désordre gaussien ou {\displaystyle V({\vec {r}})=\sum _{j}v({\vec {r}}-{\vec {r}}_{j})}où {\displaystyle v({\vec {r}}-{\vec {r}}_{j})}est le potentiel créé par l'impureté localisée en {\displaystyle {\vec {r}}_{j}}et la position des impuretés est distribuée de façon uniforme avec une concentration {\displaystyle c}, dans le cas d'un désordre poissonien. Pour {\displaystyle 0<E<E_{c}}, le spectre est ponctuel, donnant les états localisés avec {\displaystyle |\psi ({\vec {r}})|^{2}<Ce^{-||{\vec {r}}||/\xi (E)}}, pour {\displaystyle E>E_{c}}, le spectre est continu donnant les états diffusifs.
Dans le cas d'un système sur réseau (le cas analysé par Anderson en 1958), l'équation de Schrödinger devient une équation aux liaisons fortes
{\displaystyle \sum _{k}-t_{jk}\psi _{k}=(E-\epsilon _{j})\psi _{j}}
avec les potentiels sur site  {\displaystyle \epsilon _{j}} des variables aléatoires uniformes et identiquement distribuées. Les {\displaystyle t_{jk}}peuvent être également des variables aléatoires, mais on peut aussi prendre {\displaystyle t_{jk}=t} pour les sites {\displaystyle j,k} premiers voisins, et zéro sinon (ce qui donne le laplacien discret). Le spectre est borné, c'est-à-dire que l'équation aux liaisons fortes n'a de solution non-nulle que si {\displaystyle E_{1}<E<E_{2}}. Il existe deux seuils de mobilités:
pour {\displaystyle E_{1}<E<E_{c1}}et pour {\displaystyle E_{c2}<E<E_{2}} les états sont localisés et pour {\displaystyle E_{c1}<E<E_{c2}}ils sont diffusifs. Autrement dit, les états situés en bord de bandes sont les plus faciles à localiser. Quand la distribution des {\displaystyle \epsilon _{j}}s'élargit, les seuils de mobilités se rapprochent, et pour une largeur critique de la distribution des potentiels sur site il n'existe plus que des états localisés.